# Ендрю Гарфілд
Е́ндрю Ра́ссел Га́рфілд, також Ґа́рфілд (англ. Andrew Russell Garfield, нар. 20 серпня 1983) — американсько-британський актор. Найбільше відомий за свої ролі у кінофільмах 2007 року Леви для ягнят та Хлопчик А, 2009 року Імаджинаріум доктора Парнаса і драми 2010 року Соціальна мережа. Зіграв роль Пітера Паркера/Людини-павука у фільмі 2012 року Нова Людина-павук, та у його продовженні, Нова Людина-павук 2. Висока напруга (2014). Гарфілд має подвійне громадянство США та Великої Британії

## Життєпис
Народився в Лос-Анджелесі у сім'ї англійки з Ессекса і американця з Каліфорнії, чиї батьки були єврейськими емігрантами з Польщі, Росії та Румунії. Три роки опісля сім'я переїхала до Англії, де Ендрю виріс в Епсомі (графство Суррей). Батьки тримали невелике підприємство по внутрішній обробці приміщень.
Ендрю відвідував лондонську Школу Фрімена (англ. the City of London Freemen's School) в Ештеді (Ashtead), потім навчався в Центральній школі мови і драми, закінчив у 2004.
- Зараз його батько є головним тренером в успішному плавальному клубі, а мати — помічник вихователя в дитячому садку. Протягом трьох років зустрічався з американською актрисою Шеннон Вудвард. З 2010 по 2015 рр. Ендрю зустрічався з колегою з фільму «Нова Людина-павук» Еммою Стоун.

27 лютого 2022 року під час вручення премії Премія Гільдії кіноакторів США висловив підтримку Україні у російсько-українській війні.

## Творча кар'єра
Спочатку Ендрю Гарфілд брав участь у театральних постановках, що принесло йому кілька театральних премій. Широкій публіці Ендрю став відомий після ролей у фільмах 2007 року «Леви для ягнят» та «Хлопчик А».

## Фільмографія
| Рік  | Фільм                               | Роль                        |
| ---- | ----------------------------------- | --------------------------- |
| 2007 | Леви для ягнят                      | Тодд Гаєс                   |
| 2008 | Ще одна з роду Болейн               | Френсіс Вестон              |
| 2009 | Уявляріум доктора Парнаса           | Антон                       |
| 2010 | Ніколи не відпускай мене            | Томмі                       |
| 2010 | Соціальна мережа                    | Едуардо Саверін             |
| 2010 | Я тут                               | Шелдон                      |
| 2012 | Нова Людина-павук                   | Пітер Паркер / Людина-павук |
| 2014 | Нова Людина-павук 2. Висока напруга | Пітер Паркер / Людина-павук |
| 2014 | 99 будинків                         | Денніс Неш                  |
| 2016 | З міркувань совісті                 | Дезмонд Досс                |
| 2016 | Мовчання                            | Отець Себастьян Родрігес    |
| 2017 | Дихай                               | Робін Кавендіш              |
| 2018 | Під Сільвер-Лейк                    | Сем                         |
| 2020 | Мейнстрім                           | Лінк                        |
| 2021 | Очі Таммі Фей                       | Джим Беккер                 |
| 2021 | Тік-так, бум!                       | Джонатан Ларсон             |
| 2024 | Час жити                            | Тобіас                      |
| 2025 | Після полювання                     | Генрік Гібсон               |

### Телесеріали
| Рік  | Фільм                                   | Роль          |
| ---- | --------------------------------------- | ------------- |
| 2005 | Swinging                                | Різні ролі    |
| 2005 | Sugar Rush                              | Том           |
| 2006 | Simon Schama's Power of Art: Caravaggio | Хлопець       |
| 2007 | Доктор Хто                              | Френк         |
| 2007 | Freezing                                | Кіт           |
| 2007 | Bash                                    |               |
| 2007 | Trial & Retribution XI: Closure         | Мартін Дуґлас |
| 2007 | Хлопчик А                               | Джек Баррідж  |
| 2009 | Кривавий округ                          | Едді Данфонд  |
| 2022 | Під прапором небес                      | Пайр          |

## Активізм
Під час Премії Гільдії кіноакторів, де Ендрю було номіновано за роль Джонатана Ларсона в мюзиклі «Тік-так, бум!», актор давав інтерв'ю на червоній доріжці й поділився своїми дивними відчуттями про святкування в час повномасштабного російського вторгнення в Україну, яке є частиною російсько-української війни. «[Це] складний день для святкування. Тримати у наших серцях те, що відбувається в Україні. Це дивно. Це, безумовно, дивно, що ми вишукано одягаємося в цей момент, але так, я дуже, дуже вдячний за те, що я тут з нашою спільнотою…»

## Нагороди та номінації
| Нагорода                       | Рік  | Категорія                                         | Робота              | Результат |
| ------------------------------ | ---- | ------------------------------------------------- | ------------------- | --------- |
| Оскар                          | 2017 | Найкраща чоловіча роль                            | З міркувань совісті | Номінація |
| Оскар                          | 2022 | Найкраща чоловіча роль                            | Тік-так, бум!       | Номінація |
| BAFTA Film Awards              | 2011 | Зірка, яка сходить                                | Н/Д                 | Номінація |
| BAFTA Film Awards              | 2011 | Найкраща чоловіча роль другого плану              | Соціальна мережа    | Номінація |
| BAFTA Film Awards              | 2017 | Найкраща чоловіча роль                            | З міркувань совісті | Номінація |
| BAFTA TV Awards                | 2008 | Найкраща чоловіча роль                            | Хлопчик А           | Перемога  |
| Золотий глобус                 | 2011 | Найкраща чоловіча роль другого плану              | Соціальна мережа    | Номінація |
| Золотий глобус                 | 2017 | Найкраща чоловіча роль — драма                    | З міркувань совісті | Номінація |
| Золотий глобус                 | 2022 | Найкраща чоловіча роль — комедія або мюзикл       | Тік-так, бум!       | Перемога  |
| Еммі                           | 2022 | Найкраща чоловіча роль мінісеріалу або телефільму | Під прапором небес  | Номінація |
| Премія Гільдії кіноакторів США | 2011 | Найкращий акторський склад в ігровому кіно        | Соціальна мережа    | Номінація |
| Премія Гільдії кіноакторів США | 2017 | Найкраща чоловіча роль                            | З міркувань совісті | Номінація |
| Премія Гільдії кіноакторів США | 2022 | Найкраща чоловіча роль                            | Тік-так, бум!       | Номінація |